# Brno IV
Brno IV bylo označení čtvrtého městského obvodu v Brně v letech 1947–1990. Rozsah a vymezení obvodu se během správních reforem několikrát změnily. 
- Brno IV (1947–1949), jeden z 10 městských obvodů v období od 1. ledna 1947 do 30. září 1949. Zahrnoval Královo Pole, Medlánky, Řečkovice.
- Brno IV (1949–1954), jeden ze 13 městských obvodů v období od 1. října 1949 do 30. dubna 1954. Zahrnoval malou část k. ú. Černovice, malou část k. ú. Dolní a Horní Cejl, malou část k. ú. Město Brno, část k. ú. Nové Sady, většinu k. ú. Trnitá a část k. ú. Zábrdovice.
- Brno IV (1954–1957), jeden z 12 městských obvodů v období od 1. května 1954 do 30. května 1957. Zahrnoval část k. ú. Černovice, část k. ú. Dolní a Horní Cejl, většinu k. ú. Komárov, malou část k. ú. Město Brno, část k. ú. Nové Sady, téměř celé k. ú. Trnitá a část k. ú. Zábrdovice.
- Brno IV (1957–1960), jeden ze 13 městských obvodů v období od 1. června 1957 do 30. června 1960. Zahrnoval část k. ú. Černovice, část k. ú. Dolní a Horní Cejl, část k. ú. Komárov, část k. ú. Město Brno, část k. ú. Nové Sady, část k. ú. Trnitá a část k. ú. Zábrdovice.
- Brno IV (1960–1964), jeden z 6 číslovaných městských obvodů (dalších 7 městských částí nemělo čísla) v období od 1. července 1960 do 13. června 1964. Zahrnoval malou část k. ú. Černovice, část k. ú. Dolní a Horní Cejl, většinu k. ú.  Komárov, malou část k. ú. Město Brno, asi polovinu k. ú. Nové Sady, část k. ú. Trnitá a část k. ú. Zábrdovice.
- Brno IV (1976–1990), jeden z 5 městských obvodů řízených obvodními národními výbory v období od 1. srpna 1976 do 23. listopadu 1990. Zahrnoval části Brněnské Ivanovice, Černovice, Dolní Heršpice, Dvorska, Holásky, Horní Heršpice, Chrlice, Komárov, Líšeň, Přízřenice, Slatina, Trnitá, Brno, Židenice.

## Související článek
- Členění Brna